# Silvia Adriana Ţicău
Silvia Adriana Ţicău (Galați, 14 november 1970) is een Roemeens politica. Ze is lid van de PSD en maakte in de periode 2007 - 2014 als lid van het Europees Parlement deel uit van de Partij van de Europese Sociaaldemocraten. 
In 1994 studeerde ze aan de Technische Universiteit "Gh. Asachi" in Iaşi op de faculteit Automatisering en ICT en studeerde ze rond diezelfde periode wiskunde aan de "Al. I. Cuza"-Universiteit, eveneens in Iaşi. Ze deed een postdoctoraten aan de Open University Business School en een behaalde een phd aan de Technische Militaire Academy in Boekarest met haar onderzoek naar de veiligheid van e-government. Ze werkte een aantal jaren voor een ICT bedrijf in Galați.
In 2001 werd ze lid van de districtsraad van Galați namens de PSD en van 2004 tot 2008 was ze senator. Als senator nam ze onder andere zitting in de commissie die onderzoek deed naar de beschuldigingen van geheime CIA gevangenissen en vluchten in Roemenië.
In 2001 werd ze directeur-generaal IT-strategie en ontwikkeling van de informatiemaatschappij bij het Ministerie van Communicatie en Informatietechnologie, vervolgens Staatssecretaris op hetzelfde ministerie en van juli tot december 2004 was ze even minister van communicatie en informatietechnologie onder de regering van Adrian Năstase nadat deze zijn kabinet had vernieuwd.
Ze werd verkozen tot lid van het Europees parlement in 2007 bij de toetreding van Roemenië tot de Europese Unie en herkozen in 2009.
In het Europees parlement was ze;
- Vicevoorzitter van de Commissie vervoer en toerisme
- Lid van de delegatie voor de betrekkingen met India
- Plaatsvervangend lid van de Commissie industrie, onderzoek en energie
- Plaatsvervanger in de Delegatie voor de betrekkingen met Mercosur